# Интернет-кафе
Интерне́т-кафе́, киберкафе́ — публичное заведение, предоставляющее доступ к Интернету. Обычно в интернет-кафе можно также перекусить, выпить кофе (или другие напитки), пообщаться и поиграть в видеоигры. В некоторых заведениях доступ к Интернету осуществляется без оплаты и включается в стоимость входа.
Интернет-кафе очень удобны для тех, кто не имеет дома персонального компьютера с доступом к Интернету или для тех, кто оказался в чужом городе и хочет, например, написать письмо домой.

## История
Сама концепция интернет-кафе принадлежала британскому технологу Ивану Поупу.  Он предложил кафе, которое было бы сосредоточено на доступе в Интернет, в отличие от обычных кофеен, которые предлагали это просто как дополнительное удобство. Поуп и интернет-художник Хит Бантинг планировали открыть первое в Лондоне киберкафе в 1994 году, но их опередила компания Cyberia.
В марте 1994 года в Сеуле открылось первое интернет-кафе в Южной Корее.
Примерно в июне 1994 года в Торонто , Онтарио, открылось первое в Канаде интернет-кафе Binary Cafe.
В сентябре 1994 появилось первое в Великобритании интернет-кафе Cyberia. В дальнейшем фирма стала франшизой, и расширилась по всему миру.
Первое Американское интернет-кафе The High Tech Cafe было открыто в августе 1994, в Далласе, штат Техас.
В январе 1995 первое интернет-кафе CB1 Café  появилось в Великобритании. Просуществовало 20 лет и закрылось в 2015 году.
В июне 1995 открылось одно из первых интернет-кафе в Нью-Йорке, называлось @Cafe.

## В России
Первое интернет-кафе Тетрис появилось в декабре 1995 года в Санкт-Петербурге.
1 декабря 1996 Наталья Комарова создала и зарегистрировала в Министерстве юстиции РФ, и открыла первое в стране арт-интернет-кафе «СКРИН». 6 декабря 1996, вслед за появившемся кафе «Скрин», открывается бесплатное интернет кафе, основанное фирмой «Партия», и располагавшимся в торговом центре «Виртуальный мир».
2000—2003 гг. характеризовались бумом интернет-кафе в Москве и других городах России. В это же время стартовала специальная федеральная программа, с помощью которой реализуется установка точек доступа в Интернет в почтовых отделениях.
К 2007 году в России рост общего количества интернет-кафе происходил лишь за пределами Москвы. С наступлением эры мобильного интернета и «планшетников» интерес к интернет-кафе в значительной мере упал.

Сейчас, пожалуй, интенсивно данное направление может развиваться только в регионах… Зато в Москве наступила стабильность. Аудитория практически не увеличивается и прирост пользователей в том или ином заведении обуславливается скорее «перебежками» из других интернет-кафе, чем собственным ростом. А если и происходит увеличение — то это результат повышения общей компьютерной грамотности населения. Но поскольку оно в Москве также стабильно возрастает, то и об особых вспышках на рынке услуг, предоставляемых Интернет-кафе, все же говорить не приходится— Екатерина Журавлёва, генеральный директор компании «Айтемс+» (интернет-салоны «TimeOnline»)
В Москве интернет-кафе как обозначение услуги, привлекающей клиентов в кофейные заведения, используется все реже. Эстафетную палочку в этой марафонской команде по привлечению посетителей перенял у интернет-кафе бесплатный Wi-Fi-доступ. С ростом мобильного интернета эра интернет-кафе подошла к концу и они превратились в экзотику. Пользователи предпочитают личный ноутбук, планшет или смартфон и ближайший бесплатный хот-спот.

## Псевдо-интернет-кафе
Начиная с 2008 года в связи с запретом игорного бизнеса в городах РФ под видом интернет-кафе действуют заведения с игровыми автоматами.
В связи с этим многие интернет-кафе страдают от частых проверок контролирующих органов.